# 磨子潭水库
磨子潭水库，又称别山湖，位于中国安徽省霍山县磨子潭镇，佛子岭水库上游约25公里处。是一座以防洪、灌溉为主，结合发电、供水等综合利用的大型水库。